# Snatcher
Snatcher (яп. スナッチャー Sunacchā) — японская приключенческая игра 1988 года гейм-дизайнера Хидео Кодзимы, разработанная и изданная Konami для платформ PC-8801 и MSX2. Позднее игра была переиздана для PC Engine, Sega Mega-CD, PlayStation и Sega Saturn.
На игровой процесс и графическое оформление Snatcher сильно повлияли различные художественные научно-фантастические произведения жанра киберпанк: в качестве источников вдохновения указываются аниме «Акира», фильмы «Бегущий по лезвию» и «Терминатор».

## Сюжет
Повествование Snatcher разделено на акты и стилизировано в виде сюжета художественного фильма. По замыслу сценариста Хидео Кодзимы планировалось реализовать шесть актов, однако из-за спешки оригинальная игра вышла только с двумя актами. В более поздних переизданиях 1990-х годов был добавлен третий акт, однако история Snatcher всё равно осталась недосказанной.
События игры развиваются в середине XXI века в высокотехнологичном городе Нео-Кобе-Сити, расположенном на искусственном острове напротив старого города в Японии. Пятьдесят лет назад, 6 июня 1991 года, произошло катастрофическое событие — из биолаборатории в Москве произошла утечка опасного биологического оружия «Люцифер-Альфа», убившая 80 % всего населения Евразии.
Ныне общество потрясла новая угроза — среди людей были выявлены человекоподобные роботы, которые похищают и убивают людей и занимают их место в обществе. Этих роботов назвали «Похитителями» (Snatchers). Для противодействия этой угрозе в Японии был сформирован специальный отряд JUNKER (буквально «мусорщик», в оригинальном японском релизе акроним расшифровывался как «Judgement Uninfected Naked Kind & Execute Ranger», в позднем англоязычном релизе — «Japanese Undercover Neuro-Kinetic Elimination Rangers»). В задачу оперативников JUNKER входит выявление и уничтожение «Похитителей», инфильтрованных в людское сообщество.
Главный герой Гиллиан Сид (Gillian Seed) пять лет назад был обнаружен в беспамятном состоянии на границе бывшего СССР. Единственное, что он помнит из прошлой жизни — это то, что он каким-то образом связан с «Похитителями», поэтому он поступает на службу JUNKER в надежде на то, что охота на «Похитителей» поможет ему вернуть память.

## Игровой процесс
Snatcher представляет собой сочетание графической адвенчуры с элементами визуальной новеллы. Концепция «point-and-click» отсутствует, управление производится с помощью выбора управляющего глагола («Посмотреть», «Изучить», «Поговорить» и так далее) и выявленного элемента экрана. Решение головоломок и деревья диалогов предельно просты и нацелены на прямолинейное повествование сюжета.
Игровой процесс перемежается боевыми вставками, в которых игроку необходимо отстреливать противников из табельного бластера на экране, условно разделённом на сетку 3×3. Переиздание для Sega Mega-CD также поддерживало игровой контролер Konami Justifier из Lethal Enforcers для прохождения данных сегментов.

## Разработка и выход

### PC-8801 и MSX2
Разработкой Snatcher занималась небольшая команда Konami Team Metalslave, возглавляемая молодым гейм-дизайнером Хидео Кодзимой. На Кодзиму оказал огромное впечатление киберпанк-фильм «Бегущий по лезвию бритвы» 1982 года, и он решил разработать игру в похожем визуальном оформлении. Представляя проект игры руководству Konami в начале разработки, Кодзима обнаружил, что он не в состоянии им объяснить смысл слова «киберпанк».
Первоначально игра называлась Junker, но это название было очень созвучно уже существовавшей маджонг-игре. Другим рабочим названием был New Order, но в итоге было выбрано Snatcher, которое не нравилось Кодзиме, так как его предыдущая работа Metal Gear (1987) также называлась по имени главной противодействующей силы-антагониста.
Разработка началась с проработки идей между Кодзимой и дизайнером персонажей Томахару Киноситой, рассматривавших проект в качестве сценария к фильму или аниме, нежели к игре. Они сформировали вокруг себя небольшую команду разработчиков, которая позволила работать быстро и эффективно. В качестве прообраза главного героя Гиллиана Сида Кодзима и Киносита в равной степени выбрали режиссёра «Акиры» Кацухиро Отомо и Рика Декарда в исполнении Харрисона Форда из «Бегущего по лезвию». Другой персонаж из фильма — репликант Рой Батти в исполнении Рутгера Хауэра, стал прообразом похожего антагониста-«похитителя» Фредди Нильсена.
Кодзима хотел добавить секретное сообщение-подсказку на одну из дискет с игрой, которая бы проявлялась после нахождения в разогретом дисководе, однако в Konami эту идею не одобрили.
Спустя полтора года с момента начала разработки игра была готова только наполовину, а проект уже давно вышел из запланированных сроков. Из шести намеченных актов полностью готовыми были только два, а третий находился на этапе реализации, когда в Konami потребовали урезать игру и подготовить готовый материал к релизу. Из-за этого игра неожиданно оборвалась на открытом финале. Из-за технических проблем с платформой команда была вынуждена остановить разработку, а Кодзима к этому времени уже начал заниматься своим следующим проектом — Policenauts.
Планировалось, что Snatcher станет эксклюзивом для PC-8801, однако по запросу Konami началась параллельная разработка для MSX2. Обе версии поддерживали расширенные возможности платформ по воспроизведению звука и музыки, но для MSX2 требовался специальный картридж-расширитель Konami Sound Cartridge, содержащий дополнительные микросхемы ОЗУ и звуковой чип, из-за чего цена игры для MSX2 оказалась выше. Для написания звуки и музыки потребовались гораздо больше ресурсов, чем для обычной игры тех лет.
Snatcher для PC-8801 вышел 26 ноября 1988 года, для MSX2 — в следующем месяце.

### PC Engine
Следующей платформой для издания была выбрана PC Engine, консоль следующего поколения, обладавшая возможностью подключения привода компакт-дисков, что стало определяющим фактором при выборе — большое количество графики в более высоком качестве требовало больше места, которое уже не умещалось в игровые картриджи. Портирование стало первым опытом работы с мультимедийными технологиями CD для команды.
Сюжетно игра расширилась за счет добавления третьего акта, закрывавшего многие вопросы в повествовании, оставшиеся после первых версий. Использование компакт-диска в качестве носителя позволило озвучить диалоги персонажей и добавить высококачественные музыкальные композиции.
Ознакомительная демоверсия игры под названием Pilot Disk вышла 7 августа 1992 года. В ней было доступно начало первого акта, знакомящее игрока с главными персонажами, трейлер игры и избранные музыкальные композиции. Полная версия вышла 23 октября 1992 года и была достаточно успешной для выбранной платформы.

### Sega CD, PlayStation и Sega Saturn
После выхода Lethal Enforcers (1992) для Sega Mega-CD, Konami требовались новые игры, которые могли бы вовлечь западных игроков в похожее мультимедийное окружение. Выбор пал на Snatcher, который был локализован и адаптирован для американской аудитории. Ряд слишком шокирующих или сексуальных сцен был отцензурирован: обнаженная грудь женщины была скрыта, 14-летняя дочь одного из персонажей, которую можно было застать обнажённой в душе, превратилась в 18-летнюю. Были убраны или изменены варианты, позволявшие главному герою домогаться до женщин или иным образом проявлять сексуальный интерес. Опасаясь проблем с авторскими правами, локализаторы удалили отсылки к Чужим, Kamen Rider и другим, заменив их персонажами игр Konami. Кроме того, повествование сюжета было смещено на пять лет вперёд в будущее, так как краеугольное событие игры — «Катастрофа», произошло в уже прошедшем 1991 году.
Локализованный порт игры вышел в декабре 1994 года в Европе и в январе 1995 в Северной Америке и был распродан крайне плохо — было продано порядка нескольких тысяч копий. Основной причиной плохих продаж принято считать поздний выход игры на непопулярную платформу Sega CD, дата прекращения поддержки которой была уже объявлена.
Порт для Sega Mega-CD стал единственным портом Snatcher, получившим локализацию, и его коммерческий провал стал причиной, по которой игра больше не издавалась за пределами Японии. Следующими версиями стали порты для PlayStation (26 января 1996 года) и Sega Saturn (29 марта 1996 года).

## Критика
| Иноязычные издания | Иноязычные издания |
| Издание            | Оценка             |
| ------------------ | ------------------ |
| CVG                | 90 %               |
| Famitsu            | 33/40              |
| Next Generation    | [ 24 ]             |

Оригинальные версии для PC-8801 и MSX2 получили положительные отзывы среди игроков, сформировав вокруг себя небольшое сообщество фанатов, хотя в коммерческом плане игра едва себя окупила. Версия PC Engine также привлекла дополнительную аудиторию. Японское издание Famicom Tsūshin дало для этой версии рейтинг 33/40, отметив кинематографическое качество игры. Игра оставалась в списке 20 лучших игр по мнению читателей даже спустя два года после выхода.
Версия для Sega CD была высоко оценена за повествование, кинематографический стиль и смелый подход в освещении «взрослых» тем.

### Ретроспективные обзоры
Snatcher была названа одной из самых лучших приключенческих игр и самой лучшей киберпанк-игрой.
Авторы Kotaku назвали игру «научно-техническим рогом изобилия» и положительно оценили затрагиваемые игрой темы самосознания человека и страха перед машинами, заменяющими людей. Они отметили огромное влияние классических фильмов жанра эпохи 1980-х, включая аниме «Акира», фильмы «Бегущий по лезвию» и «Терминатор», а также фильм 1956 года «Вторжение похитителей тел». Другие обзоры также отмечали большое влияние и даже заимствование из «Бегущего по лезвию».

## Наследие
Snatcher рассматривается как одна из этапных работ гейм-дизайнера Хидео Кодзимы, значительно повлиявших на стиль повествования его следующих проектов. Game Informer отметил, что Snatcher впервые продемонстрировала подход Кодзимы к изложению тем, касающихся философии, секса и самосознания, который он будет использовать в играх серии Metal Gear Solid. Snatcher стала одной из значимых его работ, незаслуженно оказавшейся в тени успеха Metal Gear Solid
Влияние игры можно заметить во многих произведениях в жанре киберпанк: в романе японского автора Project Itoh Genocidal Organ, приключенческой игре 2064: Read Only Memories.
Сам Кодзима изъявлял интерес возродить Snatcher в каком-либо виде. По его же признанию, такой проект не будет коммерчески привлекательным для издателя. Кодзима покинул Konami в 2015 году, у которой остались все права на франшизу, компания не проявляла никакой заинтересованности в переиздании или продолжении.